# Alexander A. LaFleur
Alexander Arthur LaFleur genannt Alex LaFleur (* 29. Mai 1896 in Marlborough, Massachusetts; † 13. März 1980 in Chapel Hill, North Carolina) war ein US-amerikanischer Anwalt und Politiker, der von 1951 bis 1954 Maine Attorney General war.

## Leben
Alexander Arthur LaFleur wurde als Sohn von Isaac Lafleur and Ludivinia Miller in Marlborough geboren. Er studierte am Colby College und an der George Washington Law School.
Am Ersten Weltkrieg nahm er als Private teil. Danach arbeitete er als Anwalt in Portland, Maine. Er diente ebenfalls im Zweiten Weltkrieg. Unter George Patton gehörte er dem Kriegsgerichtsrat in Deutschland an. Als Mitglied der Republikanischen Partei war er von 1939 bis 1941 Abgeordneter im Repräsentantenhaus von Maine und von 1951 bis 1954 Maine Attorney General.
Verheiratet war Alexander A. LaFleur mit Marjorie Frances French Lafleur (1901–1988). LaFleur starb am 13. März 1980 in Chapel Hill, North Carolina. Sein Grab befindet sich auf dem Evergreen Cemetery in Portland.